# Golden Globe per la miglior miniserie o film per la televisione
Il Golden Globe per la miglior miniserie o film per la televisione viene assegnato alla miglior miniserie  o film per la televisione dalla HFPA (Hollywood Foreign Press Association). È stato assegnato per la prima volta nel 1972.

## Vincitori e candidati
L'elenco mostra la vincitrice di ogni anno, seguita dalle miniserie o film per la televisione che hanno ricevuto una candidatura. Per ogni miniserie televisive o film per la televisione  viene indicato il titolo italiano, titolo originale tra parentesi e il regista.

### 1970
- 1972
  - The Snow Goose, regia di Patrick Garland
  - La canzone di Brian (Brian's Song), regia di Buzz Kulik
  - Duel (Duel), regia di Steven Spielberg
  - The Homecoming: A Christmas Story (The Homecoming: A Christmas Story), regia di Fielder Cook
  - The Last Child (The Last Child), regia di John Llewellyn Moxey
- 1973
  - That Certain Summer (That Certain Summer), regia di Lamont Johnson
  - Footsteps (Footsteps), regia di Paul Wendkos
  - Truman Capote: la corruzione il vizio e la violenza (The Glass House), regia di Tom Gries
  - Kung Fu (Kung Fu), regia di Jerry Thorpe
  - A War of Children (A War of Children), regia di George Schaefer
- 1976
  - Babe (Babe), regia di Buzz Kulik
  - Guilty or Innocent: The Sam Sheppard Murder Case (Guilty or Innocent: The Sam Sheppard Murder Case), regia di Robert Michael Lewis
  - A Home of Our Own (A Home of Our Own), regia di Robert Day
  - La leggenda di Lizzie Borden (The Legend of Lizzie Borden), regia di Paul Wendkos
  - Xanadu - Chiudi gli occhi e guarda le stelle (Sweet Hostage), regia di Lee Philips
- 1977
  - Eleanor e Franklin (Eleanor and Franklin), regia di Daniel Petrie
  - Amelia Earhart (Amelia Earhart), regia di George Schaefer
  - Francis Gary Powers: The True Story of the U-2 Spy Incident (Francis Gary Powers: The True Story of the U-2 Spy Incident), regia di Delbert Mann
  - I Want to Keep My Baby (I Want to Keep My Baby), regia di Jerry Thorpe
  - Il caso Lindbergh (The Lindbergh Kidnapping Case), regia di Buzz Kulik
  - Sybil (Sybil), regia di Daniel Petrie
- 1978
  - I leoni della guerra (Raid on Entebbe), regia di Irvin Kershner
  - Just a Little Inconvenience (Just a Little Inconvenience), regia di Theodore J. Flicker
  - Mary Jane Harper Cried Last Night (Mary Jane Harper Cried Last Night), regia di Allen Reisner
  - Mary White (Mary White), regia di Jud Taylor
  - Something for Joey (Something for Joey), regia di Lou Antonio
- 1979
  - A Family Upside Down (A Family Upside Down), regia di David Lowell Rich
  - Il bastardo (The Bastard), regia di Lee H. Katzin
  - First, You Cry (First, You Cry), regia di George Schaefer
  - The Immigrants (The Immigrants), regia di Alan J. Levi
  - Piccole donne (Little Women), regia di David Lowell Rich
  - A Question of Love (A Question of Love), regia di Jerry Thorpe
  - Ziegfeld e le sue follie (Ziegfeld: The Man and His Women), regia di Buzz Kulik

### 1980
- 1980
  - Niente di nuovo sul fronte occidentale (All Quiet on the Western Front), regia di Delbert Mann
  - Elvis il re del rock (Elvis), regia di John Carpenter
  - Fuoco di sbarramento (Friendly Fire), regia di David Greene
  - Like Normal People (Like Normal People), regia di Harvey Hart
  - Anna dei miracoli (The Miracle Worker), regia di Paul Aaron
- 1981
  - Prima dell'ombra (The Shadow Box), regia di Paul Newman
  - Il diario di Anna Frank (The Diary of Anne Frank), regia di Boris Sagal
  - La drammatica storia di Samuel Mudd (The Ordeal of Dr. Mudd), regia di Paul Wendkos
  - Fania (Playing for Time), regia di Daniel Mann
  - Le due città (A Tale of Two Cities), regia di Jim Goddard
- 1982
  - La valle dell'Eden (East of Eden), regia di Harvey Hart
  - Bill (Bill), regia di Anthony Page
  - Masada (Masada), regia di Boris Sagal
  - A Long Way Home (A Long Way Home), regia di Robert Markowitz
  - Assassinio nel Texas (Murder in Texas), regia di William Hale
- 1983
  - Ritorno a Brideshead (Brideshead Revisited), regia di Charles Sturridge e Michael Lindsay-Hogg
  - Eleanor, First Lady of the World (Eleanor, First Lady of the World), regia di John Erman
  - Incubo dietro le sbarre (In the Custody of Strangers), regia di Robert Greenwald
  - Chiamami Einstein (Two of a Kind), regia di Roger Young
  - Una donna di nome Golda (A Woman Called Golda), regia di Alan Gibson
- 1984
  - Uccelli di rovo (The Thorn Birds), regia di Daryl Duke
  - Kennedy (Kennedy), regia di Jim Goddard
  - Venti di guerra (The Winds of War), regia di Dan Curtis
  - Cuore d'acciaio (Heart of Steel), regia di Donald Wrye
  - Chi amerà i miei bambini? (Who Will Love My Children?), regia di John Erman
- 1985
  - Quelle strane voci su Amelia (Something About Amelia), regia di Randa Haines
  - Quando una donna (The Burning Bed), regia di Robert Greenwald
  - Dollmaker (The Dollmaker), regia di Daniel Petrie
  - Sakharov (Sakharov), regia di Jack Gold
  - Un tram che si chiama Desiderio (A Streetcar Named Desire), regia di John Erman
- 1986
  - Il gioiello nella corona (The Jewel in the Crown), regia di Christopher Morahan e Jim O'Brien
  - Amos (Amos), regia di Michael Tuchner
  - Morte di un commesso viaggiatore (Death of a Salesman), regia di Volker Schlöndorff
  - Non entrate dolcemente nella notte (Do You Remember Love), regia di Jeff Bleckner
  - Una gelata precoce (An Early Frost), regia di John Erman
- 1987
  - Promise (Promise), regia di Glenn Jordan
  - Pietro il Grande (Peter the Great), regia di Marvin J. Chomsky e Lawrence Schiller
  - Anastasia - L'ultima dei Romanov (Anastasia: The Mystery of Anna), regia di Marvin J. Chomsky
  - Christmas Eve (Christmas Eve), regia di Stuart Cooper
  - A un passo dalla follia (Nobody's Child), regia di Lee Grant
  - Cause innaturali (Unnatural Causes), regia di Lamont Johnson
- 1988
  - Fuga da Sobibor (Escape from Sobibor), regia di Jack Gold
  - Una povera ragazza ricca - La storia di Barbara Hutton (Poor Little Rich Girl: The Barbara Hutton Story), regia di Charles Jarrott
  - Hallmark Hall of Fame (Hallmark Hall of Fame) per l'episodio Foxfire
  - La promessa (After the Promise), regia di David Greene
  - Echoes in the Darkness (Echoes in the Darkness), regia di Glenn Jordan
- 1989
  - Ricordi di guerra (War and Remembrance), regia di Tommy Groszman
  - Hemingway (Hemingway), regia di Bernhard Sinkel
  - La vera storia di Jack lo squartatore (Jack the Ripper), regia di David Wickes
  - L'assassinio di Mary Phagan (The Murder of Mary Phagan), regia di William Hale
  - Il decimo uomo (The Tenth Man), regia di Jack Gold

### 1990
- 1990
  - Colomba solitaria (Lonesome Dove), regia di Simon Wincer
  - Steven, 7 anni: rapito (I Know My First Name Is Steven), regia di Larry Elikann
  - Un cuore per cambiare (My Name Is Bill W.), regia di Daniel Petrie
  - Roe vs. Wade (Roe vs. Wade), regia di Gregory Hoblit
  - Sacrificio d'amore (Small Sacrifices), regia di David Greene
- 1991
  - Decoration Day (Decoration Day), regia di Robert Markowitz
  - I Kennedy (The Kennedys of Massachusetts), regia di Lamont Johnson
  - Caroline? (Caroline?), regia di Joseph Sargent
  - Operazione Walker (Family of Spies), regia di Stephen Gyllenhaal
  - Il fantasma dell'Opera (The Phantom of the Opera), regia di Tony Richardson
- 1992
  - One Against the Wind (One Against the Wind), regia di Larry Elikann
  - Nel nome di un figlio (In a Child's Name), regia di Tom McLoughlin
  - Venere Nera (The Josephine Baker Story), regia di Brian Gibson
  - La fine dell'inverno (Sarah, Plain and Tall), regia di Glenn Jordan
  - Separate But Equal (Separate But Equal), regia di George Stevens Jr.
- 1993
  - Sinatra - La musica fu solo l'inizio (Sinatra), regia di James Steven Sadwith
  - Citizen Cohn (Citizen Cohn), regia di Frank Pierson
  - Gioielli (Jewels), regia di Roger Young
  - Rose White (Miss Rose White), regia di Joseph Sargent
  - Stalin (Stalin), regia di Ivan Passer
- 1994
  - Barbarians at the Gate (Barbarians at the Gate), regia di Glenn Jordan
  - Il grande gelo (And the Band Played On), regia di Roger Spottiswoode
  - Colombo - Donne pericolose per il tenente Colombo (Columbo: It's All in the Game), regia di Vincent McEveety
  - Gypsy (Gypsy), regia di Emile Ardolino
  - Heidi (Heidi), regia di Michael Ray Rhodes
- 1995
  - Il fuoco della resistenza - La vera storia di Chico Mendes (The Burning Season: The Chico Mendes Story), regia di John Frankenheimer
  - Fatherland (Fatherland), regia di Christopher Menaul
  - The Return of the Native (The Return of the Native), regia di Jack Gold
  - Roswell (Roswell), regia di Jeremy Kagan
  - Una prova difficile (White Mile), regia di Robert Butler
- 1996
  - L'asilo maledetto (Indictment: The McMartin Trial), regia di Mick Jackson
  - Cittadino X (Citizen X), regia di Chris Gerolmo
  - Heidi Chronicles (The Heidi Chronicles), regia di Paul Bogart
  - Costretta al silenzio (Serving in Silence: The Margarethe Cammermeyer Story), regia di Jeff Bleckner
  - Truman (Truman), regia di Frank Pierson
- 1997
  - Rasputin - Il demone nero (Rasputin), regia di Uli Edel
  - Crime of the Century (Crime of the Century), regia di Mark Rydell
  - Gotti (Gotti), regia di Robert Harmon
  - L'orgoglio di un padre (Hidden in America), regia di Martin Bell
  - Tre vite allo specchio (If These Walls Could Talk), regia di Cher e Nancy Savoca
  - Losing Chase (Losing Chase), regia di Kevin Bacon
- 1998
  - George Wallace (George Wallace), regia di John Frankenheimer
  - La parola ai giurati (12 Angry Men), regia di William Friedkin
  - Don King - Una storia tutta americana (Don King: Only in America), regia di John Herzfeld
  - Miss Evers' Boys (Miss Evers' Boys), regia di Joseph Sargent
  - L'Odissea (The Odyssey), regia di Andrei Konchalovsky
- 1999
  - Dalla Terra alla Luna (From the Earth to the Moon), regia di Michael Grossman
  - Una decisione sofferta (The Baby Dance), regia di Jane Anderson
  - Gia (Gia), regia di Michael Cristofer
  - Merlino e l'apprendista stregone (Merlin), regia di Steve Barron
  - The Temptations (The Temptations), regia di Allan Arkush

### 2000
- 2000
  - RKO 281 - La vera storia di Quarto potere (RKO 281), regia di Benjamin Ross
  - Dash and Lilly (Dash and Lilly), regia di Kathy Bates
  - Vi presento Dorothy Dandridge (Introducing Dorothy Dandridge), regia di Martha Coolidge
  - Giovanna d'Arco (Joan of Arc), regia di Christian Duguay
  - L'occhio gelido del testimone (Witness Protection), regia di Richard Pearce
- 2001
  - Dirty Pictures (Dirty Pictures), regia di Frank Pierson
  - A prova di errore (Fail Safe), regia di Stephen Frears
  - The Arturo Sandoval Story (For Love or Country: The Arturo Sandoval Story), regia di Joseph Sargent
  - Norimberga (Nuremberg), regia di Yves Simoneau
  - L'ultima spiaggia (On the Beach), regia di Russell Mulcahy
- 2002
  - Band of Brothers - Fratelli al fronte (Band of Brothers)
  - La storia di Anna Frank (Anne Frank: The Whole Story), regia di Robert Dornhelm
  - Conspiracy - Soluzione finale (Conspiracy), regia di Frank Pierson
  - Judy Garland (Life with Judy Garland: Me and My Shadows), regia di Robert Allan Ackerman
  - Wit (Wit), regia di Mike Nichols
- 2003
  - Guerra imminente (The Gathering Storm), regia di Richard Loncraine
  - Taken (Taken), regia di Leslie Bohem
  - Live from Baghdad (Live from Baghdad), regia di Mick Jackson
  - Path to War (Path to War), regia di John Frankenheimer
  - Shackleton (Shackleton), regia di Charles Sturridge
- 2004
  - Angels in America (Angels in America), regia di Mike Nichols
  - La mia casa in Umbria (My House in Umbria), regia di Richard Loncraine
  - Normal (Normal), regia di Jane Anderson
  - Soldier's Girl (Soldier's Girl), regia di Frank Pierson
  - La primavera romana della signora Stone (Tennessee Williams' The Roman Spring of Mrs. Stone), regia di Robert Allan Ackerman
- 2005
  - Tu chiamami Peter (The Life and Death Of Peter Sellers), regia di Stephen Hopkins
  - American Family - Journey of Dreams (American Family — Journey of Dreams), regia di Gregory Nava
  - Angeli d'acciaio (Iron Jawed Angels), regia di Katja von Garnier
  - Il leone d'inverno (The Lion In Winter), regia di Andrei Konchalovsky
  - Medici per la vita (Something the Lord Made), regia di Joseph Sargent
- 2006
  - Le cascate del cuore (Empire Falls), regia di Fred Schepisi
  - Into The West (Into The West), regia di Robert Dornhelm e Sergio Mimica-Gezzan
  - Lackawanna Blues (Lackawanna Blues), regia di George C. Wolfe
  - Sleeper Cell (Sleeper Cell), regia di Ethan Reiff e Cyrus Voris
  - Viva Blackpool (Viva Blackpool), regia di Julie Anne Robinson
  - F.D. Roosevelt: un uomo, un presidente (Warm Springs), regia di Joseph Sargent
- 2007
  - Elizabeth I (Elizabeth I), regia di Tom Hooper
  - Bleak House (Bleak House), regia di Justin Chadwick
  - Broken Trail (Broken Trail), regia di Walter Hill
  - Mrs. Harris (Mrs. Harris), regia di Phyllis Nagy
  - Prime Suspect: The Final Act (Prime Suspect: The Final Act), regia di Philip Martin
- 2008
  - Longford (Longford), regia di Tom Hooper
  - Bury My Heart At Wounded Knee (Bury My Heart at Wounded Knee), regia di Yves Simoneau
  - The Company (The Company), regia di Mikael Salomon
  - Five Days (Five Days), regia di Otto Bathurst e Simon Curtis
  - The State Within - Giochi di potere (The State Within), regia di Michael Offer e Daniel Percival
- 2009
  - John Adams (John Adams), regia di Tom Hooper
  - Bernard & Doris - Complici amici (Bernard and Doris), regia di Bob Balaban
  - Cranford (Cranford), regia di Simon Curtis e Steve Hudson
  - A Raisin in the Sun (A Raisin in the Sun), regia di Kenny Leon
  - Recount (Recount), regia di Jay Roach

### 2010
- 2010
  - Grey Gardens - Dive per sempre, regia di Michael Sucsy
  - Georgia O'Keeffe, regia di Bob Balaban
  - Little Dorrit, regia di Dearbhla Walsh, Adam Smith e Diarmuid Lawrence
  - Into the Storm - La guerra di Churchill (Into the Storm), regia di Thaddeus O'Sullivan
  - Taking Chance - Il ritorno di un eroe (Taking Chance), regia di Ross Katz
- 2011
  - Carlos
  - I pilastri della Terra (The Pillars of the Earth)
  - Temple Grandin - Una donna straordinaria (Temple Grandin)
  - The Pacific
  - You Don't Know Jack - Il dottor morte
- 2012
  - Downton Abbey
  - Cinema Verite
  - The Hour
  - Mildred Pierce
  - Too Big to Fail - Il crollo dei giganti (Too Big to Fail)
- 2013
  - Game Change
  - The Girl
  - The Hour
  - Hatfields & McCoys
  - Political Animals
- 2014
  - Dietro i candelabri (Behind the Candelabra)
  - American Horror Story: Coven
  - Dancing on the Edge
  - Top of the Lake
  - The White Queen
- 2015
  - Fargo
  - The Missing
  - The Normal Heart
  - Olive Kitteridge
  - True Detective
- 2016
  - Wolf Hall
  - American Crime
  - American Horror Story: Hotel
  - Fargo
  - Flesh and Bone
- 2017
  - Il caso O. J. Simpson: American Crime Story
  - American Crime
  - The Dresser
  - The Night Manager
  - The Night Of - Cos'è successo quella notte? (The Night Of)
- 2018
  - Big Little Lies - Piccole grandi bugie (Big Little Lies)
  - Fargo
  - Feud
  - The Sinner
  - Top of the Lake - Il mistero del lago (Top of the Lake)
- 2019
  - L'assassinio di Gianni Versace - American Crime Story (The Assassination of Gianni Versace - American Crime Story)
  - L'alienista (The Alienist)
  - Escape at Dannemora
  - Sharp Objects
  - A Very English Scandal

### 2020
- 2020
  - Chernobyl
  - Catch-22
  - Fosse/Verdon
  - The Loudest Voice - Sesso e potere (The Loudest Voice)
  - Unbelievable
- 2021[1]
  - La regina degli scacchi (The Queen's Gambit)
  - Normal People
  - Small Axe
  - The Undoing - Le verità non dette (The Undoing)
  - Unorthodox
- 2022[2][3]
  - La ferrovia sotterranea (The Underground Railroad)
  - Dopesick - Dichiarazione di dipendenza (Dopesick)
  - Impeachment: American Crime Story
  - Maid
  - Omicidio a Easttown (Mare of Easttown)
- 2023[4]
  - The White Lotus
  - Black Bird
  - Dahmer - Mostro: la storia di Jeffrey Dahmer (Dahmer - Monster: The Jeffrey Dahmer Story)
  - The Dropout
  - Pam & Tommy
- 2024
  - Lo scontro (Beef)
  - Tutta la luce che non vediamo (All the Light We Cannot See)
  - Daisy Jones & The Six
  - Fargo
  - Compagni di viaggio (Fellow Travelers)
  - Lessons in Chemistry
- 2025[5]
  - Baby Reindeer
  - Disclaimer - La vita perfetta (Disclaimer)
  - Monsters: The Lyle and Erik Menendez Story
  - The Penguin
  - Ripley
  - True Detective: Night Country